# 科迪盖纳哈尔利
科迪盖纳哈尔利（Kodigenahalli），是印度卡纳塔克邦Bangalore县的一个城镇。总人口5448（2001年），女性占了51%，男性49%。有15%的人口年齡不足六歲。

## 人口
该地2001年总人口5448人，其中男性2791人，女性2657人；0—6岁人口827人，其中男416人，女411人；识字率47.50%，其中男性为54.89%，女性为39.74%。